# Richard Henry Horne
Richard Hengist Horne (született Richard Henry Horne, London, 1803. január 1. – Margate, 1884. március 13.) angol költő.

## Élete és munkássága
A sandhursti katonaiskolában tanult, majd belépett a mexikói flottába, részt vett a mexikói–spanyol háborúban is. Beutazta az Amerikai Egyesült Államokat és járt 1852-ben Ausztráliában is William Howitt-tal. Ausztráliában írta Prometheus the fire-bringer és The South-Sea sisters című műveit. 1869-ben visszatért Angliába és kiadta Laura Dibabso (1880); King Nihil's round table, or the Regicide's symposium (1881); Bible-tragedies (1881) és Sithron, the star-stricken (1883) című munkáit.

## Művei
- Exposition of the false medium, and barriers excluding men of genius from the public (1833)
- Spirits of peers and people (1834)
- Cosmo de Medici (1837; 1875)
- The death of Marlowe (1838)
- Gregory VII. (1840)
- Life of Napoleon (1841)
- Orion (1843: 10. kiad. 1874)
- Ballads and romances (1846)
- Judas Iscariot, a miracle play (1848)
- The duchess of Amalfi (1850)
- The dreamer and the worker (1851, 2. köt.)
- Prometheus the fire-bringer (Edinburgh, 1864)
- The South-Sea sisters (Melbourne, 1866)
- Laura Dibabso (1880)
- King Nihil's round table, or the Regicide's symposium (1881)
- Bible-tragedies (1881)
- Sithron, the star-stricken (1883)